# Porta Montalto
Porta Montalto era un'antica porta d'accesso alla città di Palermo.

## Storia
Fu edificata nel 1637 accanto Porta Mazzara per volere del viceré di Sicilia Don Luigi Guglielmo I Moncada, duca di Montalto, (da cui prese il nuovo nome), come alternativa per questa porta, che venne inglobata nel bastione di Pescara, e con l'obiettivo di consentire il passaggio dall'Albergheria al corso Tukory. Dello stesso progetto fecero parte la fortificazione di Porta Felice e quella di Porta Carini.
La porta era decorata con un'aquila marmorea, coronata e con le ali spiegate, 2 scudi ai lati recanti rispettivamente le armi della famiglia Moncada e le armi della città. Al centro presentava l'iscrizione, un'altra interna posta lateralmente. Misurava 48 palmi di altezza per 41 di larghezza, il vano centrale alto 20 palmi e largo 12.
Accanto si stagliava il baluardo eretto nel 1569 dal viceré Francesco Ferdinando d'Avalos, marchese di Pescara, pretore Ottavio del Bosco.
Restaurata nel 1625 da Giannettino Doria, cardinale e presidente del Regno, pretore Nicolò Placido Branciforte, principe di Leonforte.
Nel 1885 il bastione fu demolito e di conseguenza fu distrutta porta Montalto. Da allora è visibile la più antica Porta di Mazzara, nei pressi dell'odierno Ospedale dei Bambini.